# Бригада Фонтанот
Народноослободилачка бригада „Фонтанот” (позната и као 24. италијанска народноослободилачка бригада „Фонтанот”) формирана је наредбом Главног штаба Словеније 16. децембра 1944. године у селу Храсту код Долњег Сухора, Бела Крајина. Име је добила по Винчију Фонтаноту, погинулом борцу и организатору Тржашког ударног батаљона.
У бригаду су ушли борци италијанске народности, који су се у лето 1944. добровољно прикључили Народноослободилачкој војсци Југославије са подручја Трста и Монфалконеа. Бригада је по формирању ушла у састав Седмог корпуса НОВЈ, а у поератвном погледу била је под 15. или 18. дивизијом. При формирању, бригада је имала 3 батаљона  са око 840 бораца.
У саставу дивизија учестовала је у борбама на сектору Ново Место и у Сухој крајини; 19. марта у рејону села Руперч Врх-Бирчна Вас-Тежке Воде 8. словеначка бригада и бригада Фонтанот заједно су напале и, после вишечасовне борбе, одбациле у Ново Место немачко-домобранске снаге, спречивши им продор у Белу крајину. Посебно се истакла априла 1945. године, на положајима села Смука-Кравски врх, 10. и 11. априла, кад је у оштрим сударима с немачким снагама претрпела тешке губитке. Бригада је 30. априла ушла у састав дивизије „Гарибалди Натисоне”.